# Issouf Sissokho
Issouf Bemba Sissokho (* 30. Januar 2002 in Bamako) ist ein malischer Fußballspieler, der beim israelischen Verein Maccabi Tel Aviv spielt.

## Karriere
Sissokho begann seine fußballerische Laufbahn in seiner Geburtsstadt, beim CFC Daoula Bamako. Anschließend wechselte er in die Derby Académie, einer in Mali ansässigen Fußball-Jugendakademie. Im Januar 2020 wurde er nach Frankreich in die Ligue 1 an Girondins Bordeaux verliehen. Dort war er zunächst für die Amateure in der National 3 eingeteilt. 2019/20 spielte er zweimal für die Zweitmannschaft und 2020/21 machte er bislang drei Spiele in der fünften französischen Liga.
Am 27. Februar 2021 (27. Spieltag) machte er sein erstes Profispiel, als er bei der 1:2-Heimniederlage gegen den FC Metz in der 76. Spielminute für Mehdi Zerkane eingewechselt wurde. In der gesamten Saison spielte er jedoch keine große Rolle im Profikader und saß, wenn überhaupt, nur auf der Ersatzbank. Insgesamt kam er auf 6 von 38 möglichen Ligaspielen, in denen er ein Tor schoss, allesamt zum Ende der Saison.
Nach Ablauf der Leihe wurde Sissokho fest von den Südfranzosen verpflichtet. In der nächsten Saison waren es 7 von 38 möglichen Ligaspielen, wiederum mit einem Tor und ein Pokalspiel. In der Saison 2022/23 waren es 14 von 38 möglichen Ligaspielen und zwei Pokalspiele. In der Folgesaison entwickelte er sich zum Stammspieler, der 31 von 38 möglichen Ligaspielen bestritt sowie vier Pokalspiele.
Aus finanziellen Gründen stieg Bordeaux zwangsweise in die Championnat de France Amateur, der vierthöchsten französischen Liga ab. Dadurch endete sein Vertrag. Anfang August 2024 fand er mit Maccabi Tel Aviv einen neuen Verein, wo er einen Vertrag mit einer Laufzeit von drei Jahren, mit der Verlängerungsoption um ein weiteres Jahr, unterschrieb.